# Championnat de France de rugby à XIII 2003-2004
Navigation
Édition précédente Édition suivante
Le Championnat de France de rugby à XIII 2003-2004 est la 66e édition de la plus importante compétition de rugby à XIII en France. Le calendrier de la compétition s'étend de novembre 2003 au 11 juillet 2004 avec une finale disputée dans le stade Aimé-Giral de Perpignan.
Organisé sous l'égide de la Fédération française de rugby à XIII, le championnat est composé de dix équipes qui se rencontrent lors de deux phases de saison régulière, une première où s'affrontent sur deux rencontres chacune des équipes, puis une seconde où les huit premiers de la première phase sont répartis en deux groupes avec des rencontres aller-retour. Cette seconde phase détermine l'ordre des qualifiés pour la phase finale à élimination directe en match aller-retour pour se ponctuer par une finale en match unique. Pour les équipes participantes, le championnat est entrecoupé par la Coupe de France et pour quatre d'entre elles s'ajoutent la Coupe d'Angleterre nommée « Challenge Cup ».
Vainqueur de l'édition précédente, Villeneuve-sur-Lot est éliminé en quart-de-finale par le futur champion Saint-Gaudens qui surprend en finale l'Union treiziste catalane pourtant annoncée grande favorite, vainqueur de la Coupe de France et vainqueur des deux phases de saison régulière. Saint-Gaudens, finaliste en 2003, remporte le quatrième titre de son histoire après les sacres de 1970, 1974 et 1991 en s'appuyant sur ses internationaux Arnaud Dulac, Claude Sirvent, Fourcade Abasse, Jean-Christophe Borlin avec des ajouts étrangers Kevin Cook, Russell Bussian ou Leigh Bowman.

## Liste des équipes en compétition
| UTC Saint-Gaudens Toulouse Pia Carcassonne Limoux Villeneuve-sur-Lot Lézignan-Corbières Lyon Villefranche |

Dix équipes participent cette saison au championnat de France de première division; Toulouse, Villeneuve-sur-lot, Pia, Lézignan-Corbières, Lyon-Villeurbanne, Union Treiziste Catalane, Villefranche-de-Rouerge, Saint-Gaudens, Carcassonne et Limoux.
Un seul promu, l'équipe de Lyon-Villeurbanne. Le club, qui n'est pas monté grâce à une victoire sportive, est assuré de rester minimum 3 ans en Elite. Le championnat perd une équipe par rapport à la saison précédente, Carpentras, pourtant maintenu, ayant demandé sa rétrogradation à l'échelon inférieur.
| Club                     | Dernière montée | Classement en 2003 | Entraîneur(s)                 |
| ------------------------ | --------------- | ------------------ | ----------------------------- |
| Carcassonne              | 2000            |                    | Daniel Sokolow                |
| Lézignan                 | 1990            |                    |                               |
| Limoux                   | 1962            |                    |                               |
| Lyon-Villeurbanne        | 2004            |                    |                               |
| Pia                      | 1988            |                    |                               |
| Saint-Gaudens            | 1986            |                    | Russell Bussian Robert Vizcay |
| Toulouse                 | 1993            |                    |                               |
| Union treiziste catalane | 2000            |                    | Steve Deakin                  |
| Villefranche             | 1999            |                    |                               |
| Villeneuve-sur-Lot       | 1934            |                    |                               |

## Format
Le calendrier est composé de deux phases :

### Première phase: saison régulière
Chaque équipe rencontre toutes les autres en matchs aller-retour.

### Deuxième phase: play-off
À l'issue de la saison régulière, les huit premiers de la saison régulière se qualifient pour les play-offs. Play-offs répartis en 2 poules en match aller-retour.
Poule A : les quatre premiers du classement, poule B : de la cinquième à la huitième position.
Les points acquis lors de la première phase sont conservés.
A l'issue de la seconde phase les deux premiers de la poule A se qualifient pour les demi-finales, les troisième et quatrième jouent un match de barrage face aux deux premiers de la poule B.
Les demi-finales sont jouées en match aller retour au meilleur des deux matchs.

## Déroulement de la compétition

### Classement de la saison régulière
| Classement | Club                     | Points |
| 1er        | Union treiziste catalane | 48     |
| 2e         | Saint-Gaudens            | 46     |
| 3e         | Toulouse                 | 42     |
| 4e         | Pia                      | 40     |
| 5e         | Carcassonne              | 40     |
| 6e         | Limoux                   | 36     |
| 7e         | Villeneuve-sur-lot       | 32     |
| 8e         | Lézignan                 | 30     |
| 9e         | Lyon-Villeurbanne        | 22     |
| 10e        | Villefranche-de-Rouergue | 21     |

|  | Qualifié pour la seconde phase de saison régulière |

### Phase finale - Deuxième phase de groupe
| Classement | Club                     | Points |
| 1er        | Union treiziste catalane | 61     |
| 2e         | Saint-Gaudens            | 56     |
| 3e         | Toulouse                 | 55     |
| 4e         | Pia                      | 54     |

| Classement | Club               | Points |
| 1er        | Carcassonne        | 52     |
| 2e         | Limoux             | 50     |
| 3e         | Villeneuve-sur-lot | 47     |
| 4e         | Lézignan           | 38     |

|  | Qualifié pour les demi-finales.     |
|  | Qualifié pour les quarts-de-finale. |

### Phase finale
|  | Quarts de finale         | Quarts de finale         | Quarts de finale                             | Quarts de finale |                          |                          | Demi-finales                                 | Demi-finales                                 | Demi-finales                                 | Demi-finales                                 |  |  | Finale                                        | Finale                                        | Finale                                        | Finale                                        |
|  |                          |                          |                                              |                  |                          |                          |                                              |                                              |                                              |                                              |  |  |                                               |                                               |                                               |                                               |
|  |                          |                          |                                              |                  |                          |                          | 27 juin 2004 (aller)-2 juillet 2004 (retour) | 27 juin 2004 (aller)-2 juillet 2004 (retour) | 27 juin 2004 (aller)-2 juillet 2004 (retour) | 27 juin 2004 (aller)-2 juillet 2004 (retour) |  |  | 11 juillet 2004 , Stade Aimé-Giral, Perpignan | 11 juillet 2004 , Stade Aimé-Giral, Perpignan | 11 juillet 2004 , Stade Aimé-Giral, Perpignan | 11 juillet 2004 , Stade Aimé-Giral, Perpignan |
|  |                          |                          |                                              |                  |                          |                          | 27 juin 2004 (aller)-2 juillet 2004 (retour) | 27 juin 2004 (aller)-2 juillet 2004 (retour) | 27 juin 2004 (aller)-2 juillet 2004 (retour) | 27 juin 2004 (aller)-2 juillet 2004 (retour) |  |  | 11 juillet 2004 , Stade Aimé-Giral, Perpignan | 11 juillet 2004 , Stade Aimé-Giral, Perpignan | 11 juillet 2004 , Stade Aimé-Giral, Perpignan | 11 juillet 2004 , Stade Aimé-Giral, Perpignan |
|  |                          |                          |                                              |                  |                          |                          | 27 juin 2004 (aller)-2 juillet 2004 (retour) | 27 juin 2004 (aller)-2 juillet 2004 (retour) | 27 juin 2004 (aller)-2 juillet 2004 (retour) | 27 juin 2004 (aller)-2 juillet 2004 (retour) |  |  | 11 juillet 2004 , Stade Aimé-Giral, Perpignan | 11 juillet 2004 , Stade Aimé-Giral, Perpignan | 11 juillet 2004 , Stade Aimé-Giral, Perpignan | 11 juillet 2004 , Stade Aimé-Giral, Perpignan |
|  |                          |                          |                                              |                  |                          |                          | 27 juin 2004 (aller)-2 juillet 2004 (retour) | 27 juin 2004 (aller)-2 juillet 2004 (retour) | 27 juin 2004 (aller)-2 juillet 2004 (retour) | 27 juin 2004 (aller)-2 juillet 2004 (retour) |  |  | 11 juillet 2004 , Stade Aimé-Giral, Perpignan | 11 juillet 2004 , Stade Aimé-Giral, Perpignan | 11 juillet 2004 , Stade Aimé-Giral, Perpignan | 11 juillet 2004 , Stade Aimé-Giral, Perpignan |
|  |                          |                          |                                              |                  |                          |                          | 27 juin 2004 (aller)-2 juillet 2004 (retour) | 27 juin 2004 (aller)-2 juillet 2004 (retour) | 27 juin 2004 (aller)-2 juillet 2004 (retour) | 27 juin 2004 (aller)-2 juillet 2004 (retour) |  |  | 11 juillet 2004 , Stade Aimé-Giral, Perpignan | 11 juillet 2004 , Stade Aimé-Giral, Perpignan | 11 juillet 2004 , Stade Aimé-Giral, Perpignan | 11 juillet 2004 , Stade Aimé-Giral, Perpignan |
|  | Union treiziste catalane | Union treiziste catalane | 40                                           | 28               |                          |                          |                                              |                                              |                                              |                                              |  |  | 11 juillet 2004 , Stade Aimé-Giral, Perpignan | 11 juillet 2004 , Stade Aimé-Giral, Perpignan | 11 juillet 2004 , Stade Aimé-Giral, Perpignan | 11 juillet 2004 , Stade Aimé-Giral, Perpignan |
|  | Union treiziste catalane | Union treiziste catalane | 40                                           | 28               | 19 juin 2004             |                          |                                              |                                              |                                              |                                              |  |  | 11 juillet 2004 , Stade Aimé-Giral, Perpignan | 11 juillet 2004 , Stade Aimé-Giral, Perpignan | 11 juillet 2004 , Stade Aimé-Giral, Perpignan | 11 juillet 2004 , Stade Aimé-Giral, Perpignan |
|  |                          |                          | Carcassonne                                  | Carcassonne      | 22                       | 6                        |                                              |                                              |                                              |                                              |  |  | 11 juillet 2004 , Stade Aimé-Giral, Perpignan | 11 juillet 2004 , Stade Aimé-Giral, Perpignan | 11 juillet 2004 , Stade Aimé-Giral, Perpignan | 11 juillet 2004 , Stade Aimé-Giral, Perpignan |
|  | Carcassonne              | Carcassonne              | Carcassonne                                  | Carcassonne      | 22                       | 6                        | 40                                           | 40                                           |                                              |                                              |  |  | 11 juillet 2004 , Stade Aimé-Giral, Perpignan | 11 juillet 2004 , Stade Aimé-Giral, Perpignan | 11 juillet 2004 , Stade Aimé-Giral, Perpignan | 11 juillet 2004 , Stade Aimé-Giral, Perpignan |
|  | Carcassonne              | Carcassonne              | 26 juin 2004 (aller)-3 juillet 2004 (retour) |                  |                          |                          | 40                                           | 40                                           |                                              |                                              |  |  | 11 juillet 2004 , Stade Aimé-Giral, Perpignan | 11 juillet 2004 , Stade Aimé-Giral, Perpignan | 11 juillet 2004 , Stade Aimé-Giral, Perpignan | 11 juillet 2004 , Stade Aimé-Giral, Perpignan |
|  | Toulouse                 | Toulouse                 | 20                                           | 20               |                          |                          |                                              |                                              |                                              |                                              |  |  | 11 juillet 2004 , Stade Aimé-Giral, Perpignan | 11 juillet 2004 , Stade Aimé-Giral, Perpignan | 11 juillet 2004 , Stade Aimé-Giral, Perpignan | 11 juillet 2004 , Stade Aimé-Giral, Perpignan |
|  | Toulouse                 | Toulouse                 | 20                                           | 20               | Union treiziste catalane | Union treiziste catalane | 10                                           | 10                                           |                                              |                                              |  |  |                                               |                                               |                                               |                                               |
|  |                          |                          |                                              |                  | Union treiziste catalane | Union treiziste catalane | 10                                           | 10                                           |                                              |                                              |  |  |                                               |                                               |                                               |                                               |
|  |                          |                          | Saint-Gaudens                                | Saint-Gaudens    | 14                       | 14                       |                                              |                                              |                                              |                                              |  |  |                                               |                                               |                                               |                                               |
|  |                          |                          |                                              |                  | 14                       | 14                       |                                              |                                              |                                              |                                              |  |  |                                               |                                               |                                               |                                               |
|  |                          |                          |                                              |                  |                          |                          |                                              |                                              |                                              |                                              |  |  |                                               |                                               |                                               |                                               |
|  |                          |                          |                                              |                  |                          |                          |                                              |                                              |                                              |                                              |  |  |                                               |                                               |                                               |                                               |
|  | Saint-Gaudens            | Saint-Gaudens            | 39                                           | 26               |                          |                          |                                              |                                              |                                              |                                              |  |  |                                               |                                               |                                               |                                               |
|  | Saint-Gaudens            | Saint-Gaudens            | 39                                           | 26               | 19 juin 2004             |                          |                                              |                                              |                                              |                                              |  |  |                                               |                                               |                                               |                                               |
|  |                          |                          | Pia                                          | Pia              | 0                        | 36                       |                                              |                                              |                                              |                                              |  |  |                                               |                                               |                                               |                                               |
|  | Limoux                   | Limoux                   | Pia                                          | Pia              | 0                        | 36                       | 24                                           | 24                                           |                                              |                                              |  |  |                                               |                                               |                                               |                                               |
|  | Limoux                   | Limoux                   |                                              |                  |                          |                          |                                              | 24                                           |                                              |                                              |  |  |                                               |                                               |                                               |                                               |
|  | Pia                      | Pia                      | 25                                           | 25               |                          |                          |                                              |                                              |                                              |                                              |  |  |                                               |                                               |                                               |                                               |
|  | Pia                      | Pia                      | 25                                           | 25               |                          |                          |                                              |                                              |                                              |                                              |  |  |                                               |                                               |                                               |                                               |
|  |                          |                          |                                              |                  |                          |                          |                                              |                                              |                                              |                                              |  |  |                                               |                                               |                                               |                                               |

### Finale (11 juillet 2004)
(mt : 10 - 4)
Points marqués :
- Saint-Gaudens : 3 essais de Sirvent (9e et 28e) et Innes (68e) ; 1 transformation de Bowman ; 1 carton jaune de Kebdani (42e).
- Union treiziste catalane : 1 essai de Mounis (71e) ; 3 pénalités de Frayssinous (4e, 23e et 57e); 1 carton jaune de Tamghart (40e).

Homme du match : Kevin Cook
Évolution du score : 0-2, 4-2, 4-4, 10-4 (mi-temps), 10-6, 14-6, 14-10
Arbitre : M. Thierry Alibert (Tarn)
Spectateurs : 7 500
Composition des équipes :
- Saint-Gaudens : Adam Innes - Thibault Surre, Arnaud Dulac, Claude Sirvent, Fourcade Abasse - Anthony Golder (o)(c), Nassim Kebdani (m) - Jean-Christophe Borlin, Leigh Bowman, Brad Middelbosch, Kevin Cook, Mathias Vigneau, Russell Bussian - Christophe Calegari, Bouatou Coulibaly, Richard Bel, Jean-François Chanfreau - Entraîneur : Robert Vizcay et Russell Bussian

- Union treiziste catalane : Renaud Guigue - Steve Hall, Said Tamghart, Phil Howlett, Matthew Hill - Laurent Frayssinous (o)(c), Julien Rinaldi (m) - Romain Gagliazzo, David Berthezène, Adel Fellous, Jamal Fakir, Pascal Jampy, Aurélien Cologni (c) - Russell Bawden, Lionel Teixido, Grégory Mounis, Gomez - Entraîneur : Steve Deakin

La finale se déroule dans le stade de rugby à XV de Aimé-Giral de Perpignan entre les deux meilleures équipes de la saison régulière, l'Union treiziste catalane vainqueur de cette dernière devant Saint-Gaudens. Le club catalan (plus gros budget français) qui évolue devant son public de Perpignan acquis à sa cause est le fruit de la fusion il y a quatre ans du XIII Catalan et de Saint-Estève dans l'optique de son intégration dans le championnat professionnel anglais la Super League actée pour 2006, et compte dans ses rangs de nombreux internationaux français. En face, Saint-Gaudens, dont le budget est deux fois inférieur, finaliste du Championnat en 2003 en ayant éliminé l'Union treiziste catalane en quart-de-finale, compte également des internationaux au nombre de cinq dont Claude Sirvent, Jean-Christophe Borlin et Fourcade Abasse, et a battu à deux reprises l'UTC lors de la première phase de saison régulière avant d'être battu à deux reprises en seconde phase. L'UTC s'avance donc favori pour s'adjuger le premier titre de Championnat de son histoire et compte réaliser le doublé après sa victoire en finale de la Coupe de France contre Carcassonne le 15 mai 2004. Cette finale disputée dans l'antre de leurs voisins quinzistes de l'USA Perpignan, « pas forcément ravis », constitue une motivation pour les Catalans qui comptent prouver qu'eux aussi peuvent remplir ce stade, alors qu'habituellement le club évolue au stade Jean-Laffon ou au stade municipal de Saint-Estève.
Devant un assistance de près de 7 500 spectateurs, L'UTC ouvre le score à la 4e minute sur une pénalité de leur capitaine Laurent Frayssinous à laquelle Saint-Gaudens répond par un essai de Sirvent à la 8e minute, les Catalans recollent au score sur une nouvelle pénalité de Frayssinous mais Saint-Gaudens s'échappe au score à la 28e minute sur un doublé de Sirvent et une transformation de Leigh Bowman permettant au club des Comminges de mener 10-4 à la mi-temps. Au retour des vestiaires, l'arbitre distribue deux cartons jaunes à chacune des équipes, le Commingeois Nassim Kebdani pour antijeu à la 42e minute et au Catalan Said Tamghart pour plaque haut à la 45e minute. Frayssinous inscrit sa troisième pénalité à la 57e minute permettant aux Catalans de revenir à 6-10 au score. A la 68e minute, Saint-Gaudens enfonce le clou sur un essai de son arrière Adam Innes pour mener 14-6 auquel répond les Catalans par Grégory Mounis, sorti du banc, à la 71e minute. Les dernières minutes sont à l'avantage de l'UTC qui accule Saint-Gaudens près de sa ligne de but mais ce dernier résiste aux assauts pour s'emparer de son quatrième titre de Championnat de France de son histoire après les sacres de 1970, 1974 et 1991. Le deuxième ligne Kevin Cook est désigné homme du match. Pour les Catalans, il s'agit d'une désillusion matérialisée par le mot de son président Bernard Guasch clamant « Nous avons fait notre plus mauvais match de la saison ».

## Effectifs des équipes présentes
| Saint-Gaudens      | Fourcade Abasse Richard Bel Jean-Christophe Borlin Leigh Bowman Russell Bussian Christophe Calegari Jean-François Chanfreau Kevin Cook Bouatou Coulibaly Arnaud Dulac Anthony Golder (o, c) Adam Innes Nassim Kebdani (m) Lulan Brad Middelbosch Claude Sirvent Thibault Surre Mathias Vigneau Entraîneur : Robert Vizcay et Russell Bussian             | Union treiziste catalane | Russell Bawden David Berthezène Aurélien Cologni (c) Jamal Fakir Adel Fellous Laurent Frayssinous (o, c) Romain Gagliazzo Gomez Renaud Guigue Steve Hall Matthew Hill Phil Howlett Pascal Jampy Grégory Mounis Julien Rinaldi (m) Said Tamghart Lionel Teixido Bruno Vergès Entraîneur : Steve Deakin                      |
| Carcassonne        | Sébastien Azéma Frédéric Banquet Patrice Benausse (c) Nicolas Chaboud Damien Constans Gareht Dean Simon Dorrell (o) Rocky Edwards Nicolas Expert Sébastien Fauré Ryan Gregory Karl Hocking Cédric Lacans Laurent Lucchese Duncan McGillivray Christophe Moly Simon Quintilla Teddy Sadaoui Nicolas Surtees Brett Trudgett (m) Entraîneur : David Sokolow | Pia                      | Mathieu Ambert Nicolas Athiel Emmanuel Bansept Bosch Brousse Tabua Cakacaka Cala Florian Chaubet Michaël Cousseau Craig Field Maxime Grésèque Karl Jaavuo Franck Lagrange Meads Tom O'Reilly Piquet Lawrence Raleigh David Romero Franck Rovira Jim Serdaris Sébastien Terrado Franck Traversa Éric van Brussel Craig West |
| Toulouse           | Almuzara Sébastien Amigas Damien Couturier David Delpoux Cédric Estebanez Fabre Éric Frayssinet Cédric Gay Julien Gérin (c) Olivier Janzac Peter Lima Mills Justin Morgan Dave Mulhall Olieu Olivier Framil Cédric Prizzon Sébastien Raguin Trent Robinson Sans Arty Shead Adrien Viala James Wynne Entraîneur : Justin Morgan                           | Limoux                   | Sébastien Almarcha Benoît Brugat Fabrice Estebanez David Ferriol Christophe Grandjean Mickaël Guiraud-Filh Jérôme Laffont Philippe Laurent Walter Mackie Guillaume Mestres Siose Muliumu Mickaël Murcia Boycie Nelson Tyrone Pau Nicolas Piccolo Sébastien Planas John Vaigafa Frédéric Zitter                             |
| Villefranche       | Asbock Cyril Amans Andissac Azam Romaric Bemba Cinhas Delbert Romain Dintilhac Abderazak El-Khalouki Mark Faumuina Gatumel Ahmed Harrat Stéphane Pezet Emmanuel Rodriguez Jocelyn Tarayre Nicolas Tranier Verniols | Lézignan                 | Davy Belmudes Bringuier Rémi Casty Florian Chautard Clara Clottes Coronat Couttet Grégoire Halliday Kennedy Martinez Munoz Narvalas Phillips Plana Sans Sarda Selles Valette Vital |
| Villeneuve-sur-Lot | Barre Bentley Biel Laurent Carrasco Olivier Charles Davis Deniri Sébastien Gauffre Gervaud Jérôme Hermet Jatz Joly Jourdain Kovassi Unaloto Lamelangi Ofanowski Pierre Sabatié Philipp Shead Sort Stacul Mickaël Van Snick Vergniol Jason Webber Wright Vincent Wulf Entraîneur : Jonathan Ackland puis David Despin                                     | Lyon-Villeurbanne        | Aberkane Sébastien Aguerra F. Béranger W. Béranger Alex Biblocque Boudali Bounia Bruat Chlouk Durand Luke Ellis Garcia Rachid Hechiche Jacquoletto Makaore Martinez Mehallel Olivier Rodriguez Rogers Nathan Smith Taylor Van Voorsthuysen Watson Entraîneur : Christophe Fontaine                                         |

## Médias
Les demi-finales et la finale du Championnat sont retransmises en direct sur la chaîne Sport+.